# ویلیام پتی شلبورن
ویلیام پتی شلبورن (انگلیسی: William Petty, 2nd Earl of Shelburne؛ ۲ مهٔ ۱۷۳۷ – ۷ مهٔ ۱۸۰۵) یک سیاست‌مدار، و افسر (ارتش) اهل پادشاهی بریتانیای کبیر و نخست وزیر آن کشور بود.